# Philips Wouwerman

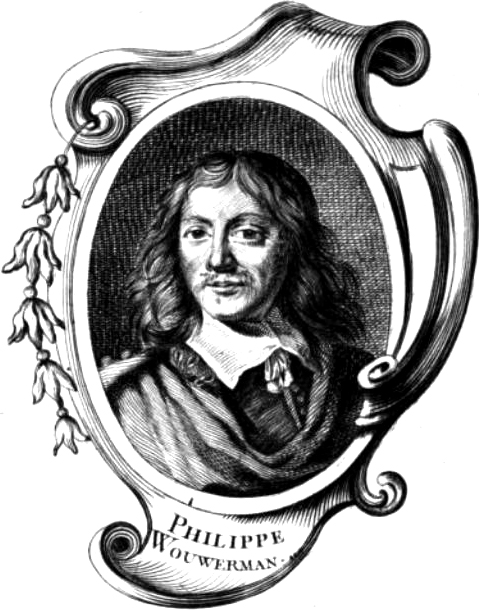
Philips Wouwerman

Philips Wouwerman (gedoopt Haarlem, 24 mei 1619 - overl. aldaar, 19 mei 1668) was een Nederlands schilder en tekenaar. Hij schilderde voornamelijk paarden en slagvelden. Zijn werk vertoont veel dynamiek en dramatiek en is gemakkelijk te herkennen: een wit paard is een van zijn handelsmerken.

## Leven en werk
Hij was de zoon van de Alkmaarse schilder Pouwels Joostensz. Wouwerman. Wouwerman was een leerling van zijn vader en van Frans Hals. In 1638 reisde hij met zijn verloofde naar Hamburg om daar te trouwen. In 1640 wordt hij in het gilde van Haarlem vermeld. Hij overleed op 19 mei 1668 en werd op 23 mei daaropvolgend in de Nieuwe Kerk in Haarlem begraven.
Wouwerman is een buitengewoon talent en geen der paardenschilders uit zijn eigen tijd, noch uit de latere eeuwen heeft hem als tekenaar en colorist overtroffen. Hij was in zijn tijd erg populair en wist vraag naar zijn werk te creëren. Voor zijn schilderijen werd in de 18e eeuw veel geld betaald. Stadhouder Willem V telde voor één doek zelfs 4575 gulden neer, meer dan in die tijd ooit betaald werd voor een Rembrandt of Vermeer. Frederik de Grote liet afbeeldingen van Wouwerman op een servies naschilderen en gaf het vervolgens aan Catharina de Grote als geschenk. Desondanks is Wouwerman tegenwoordig, zeker onder het grote publiek, nauwelijks meer bekend.
Philips Wouwerman was de bekendste onder de Wouwermans. Vroeger stonden 1.200 werken op zijn naam, tegenwoordig wordt de helft aan hem toegeschreven.
In 2009/2010 vond de eerste overzichtstentoonstelling ooit van zijn werk plaats in het Mauritshuis in Den Haag en in het Gemäldegalerie Alter Meister in Kassel, Duitsland.

## Galerij

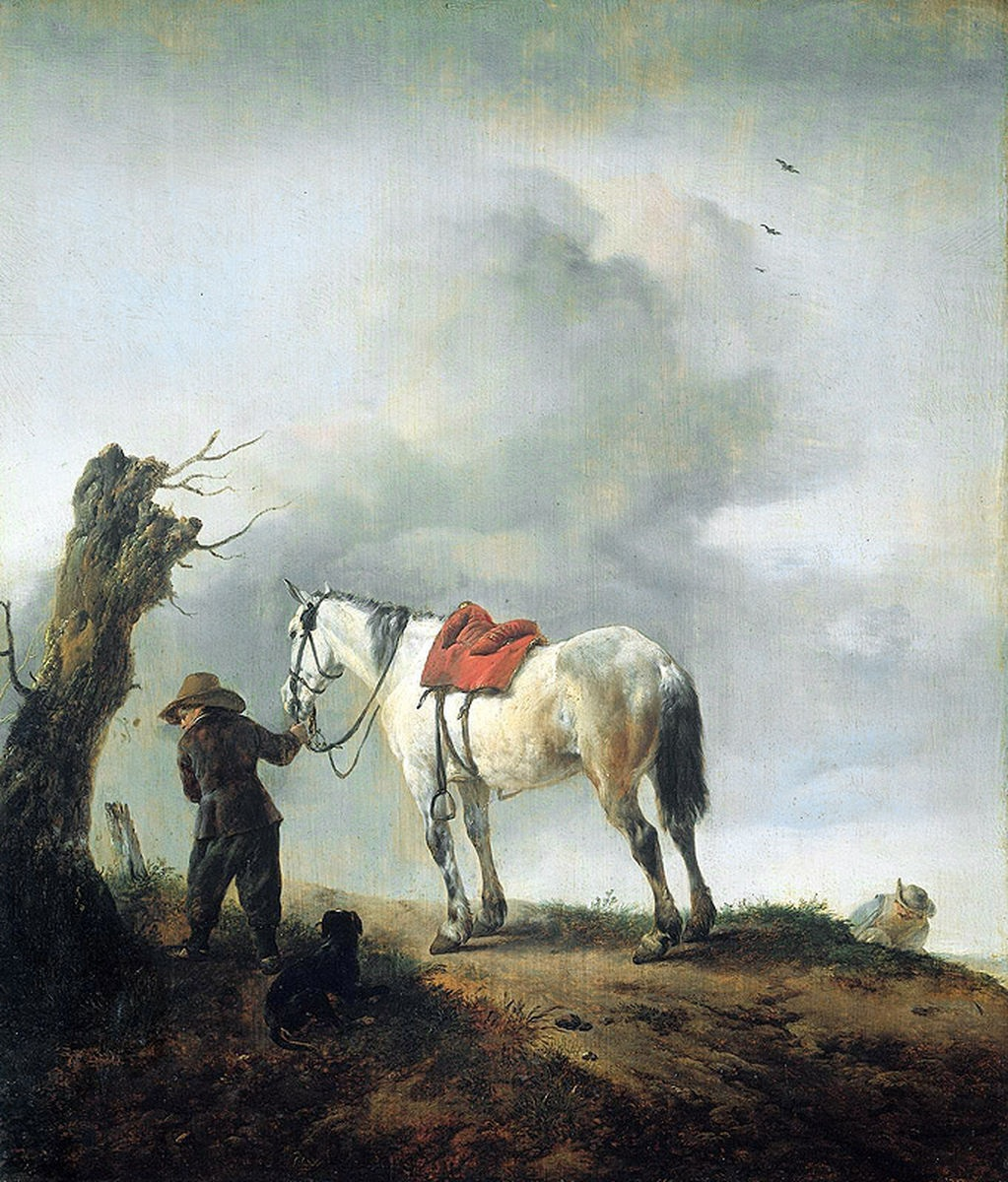
Philips Wouwerman. De schimmel. Ca. 1645. Rijksmuseum Amsterdam
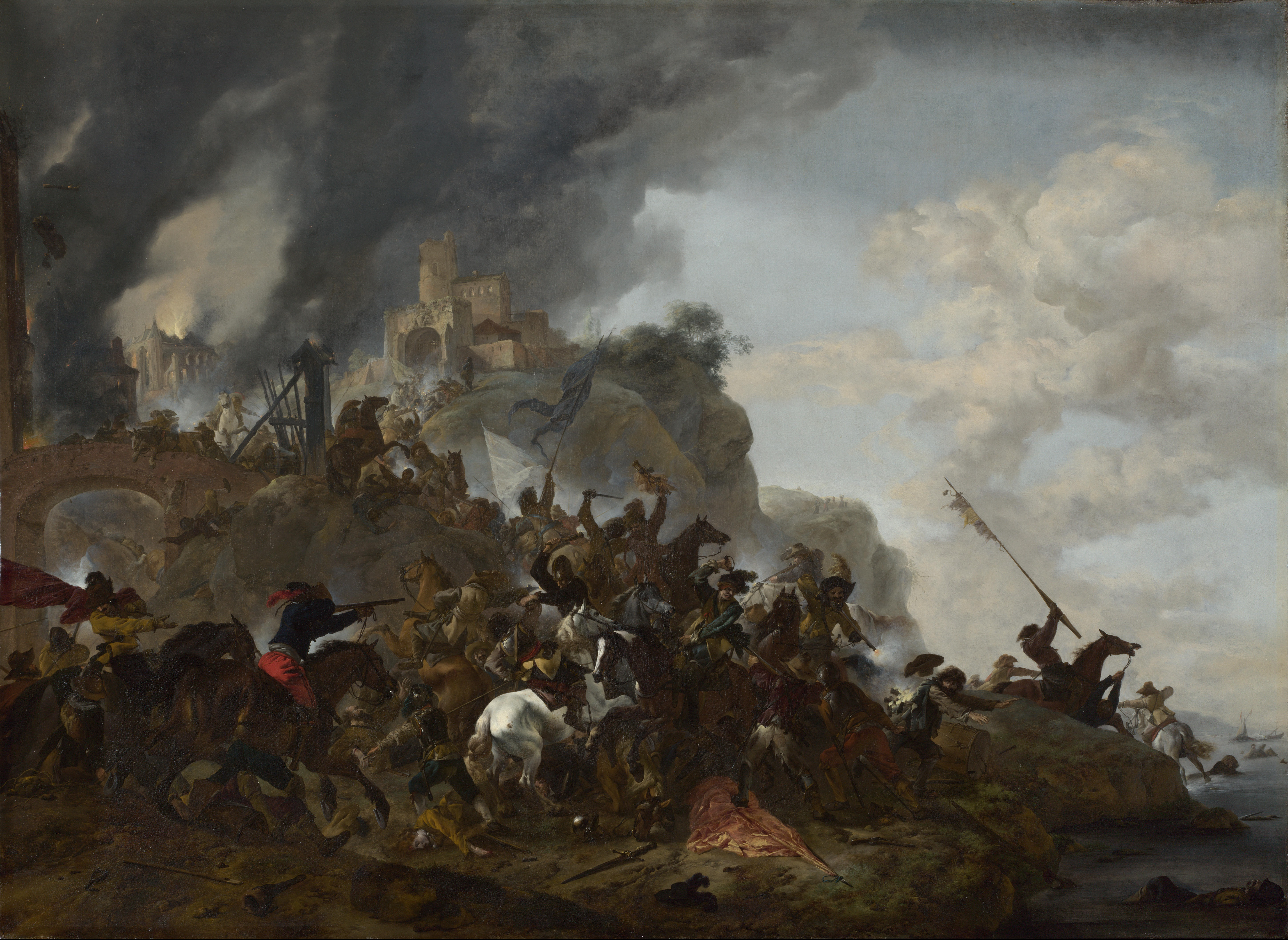
Sortie van de cavalerie vanaf een fort op een heuvel, 1646, National Gallery, Londen
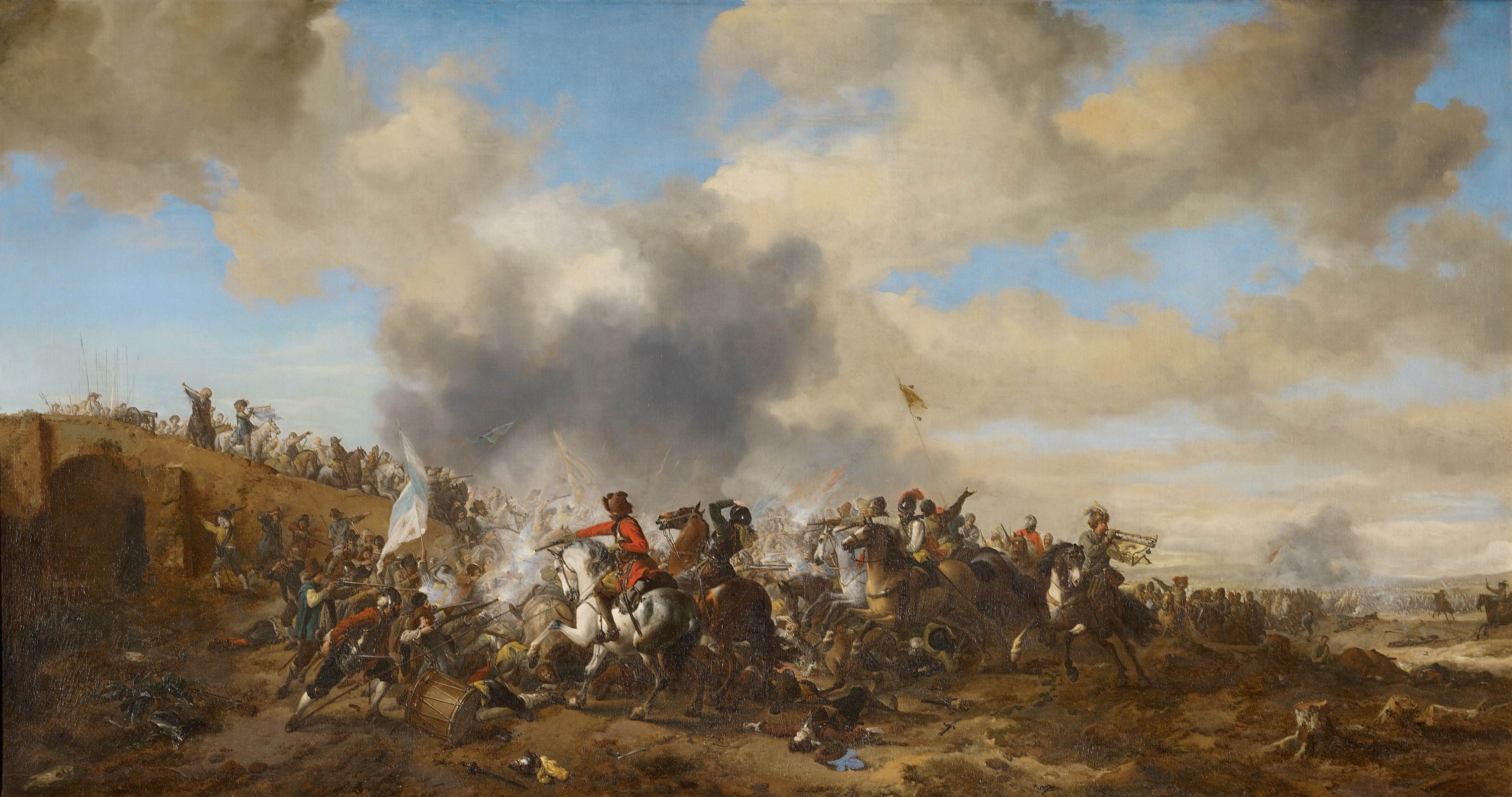
Veldslag
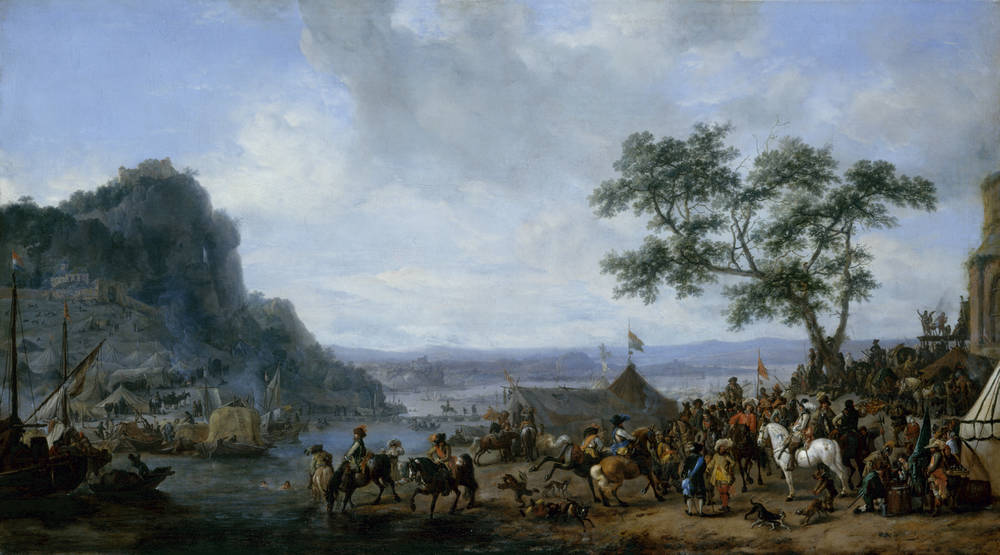
Legerkamp
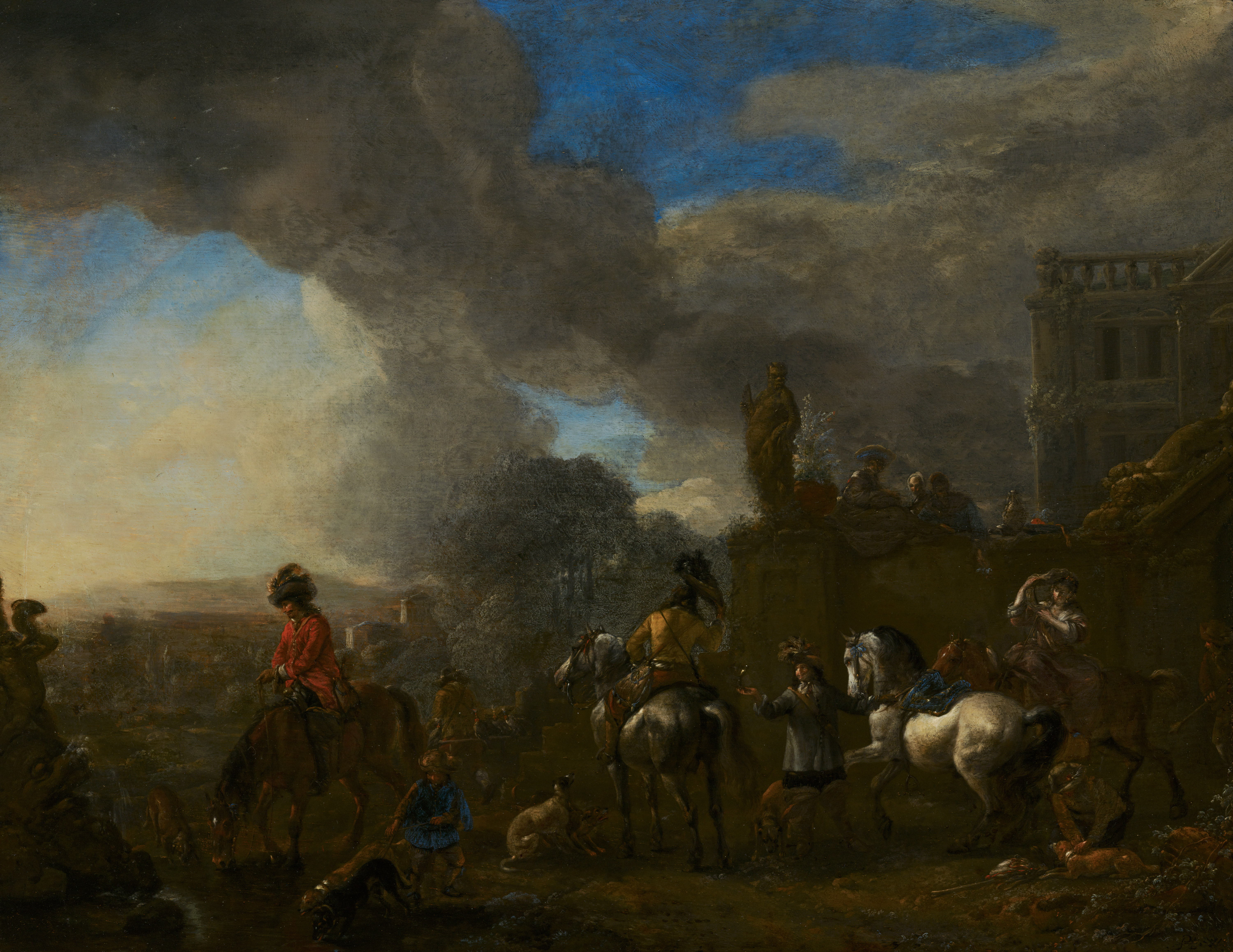
Valkenjacht
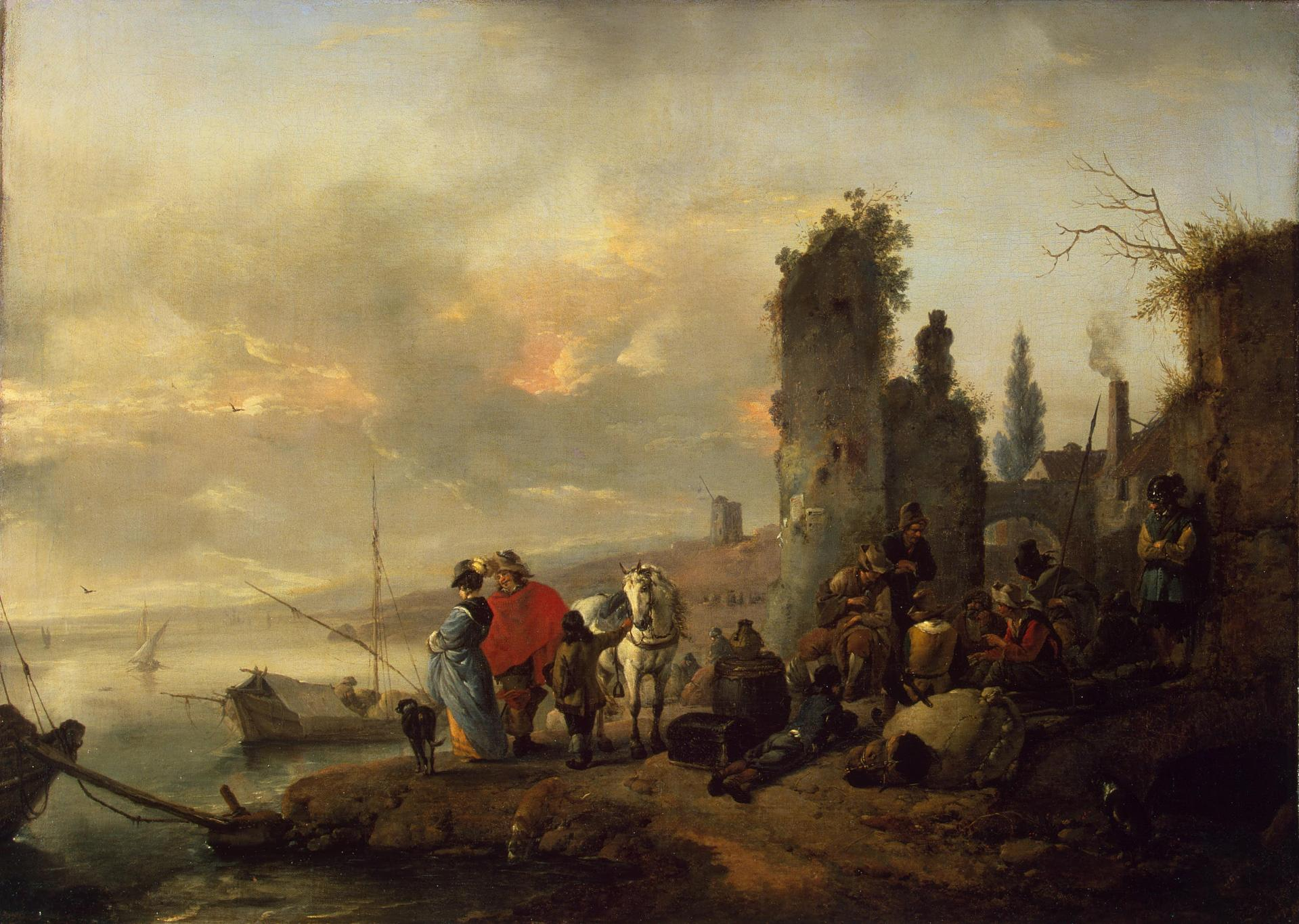
Zeehaven
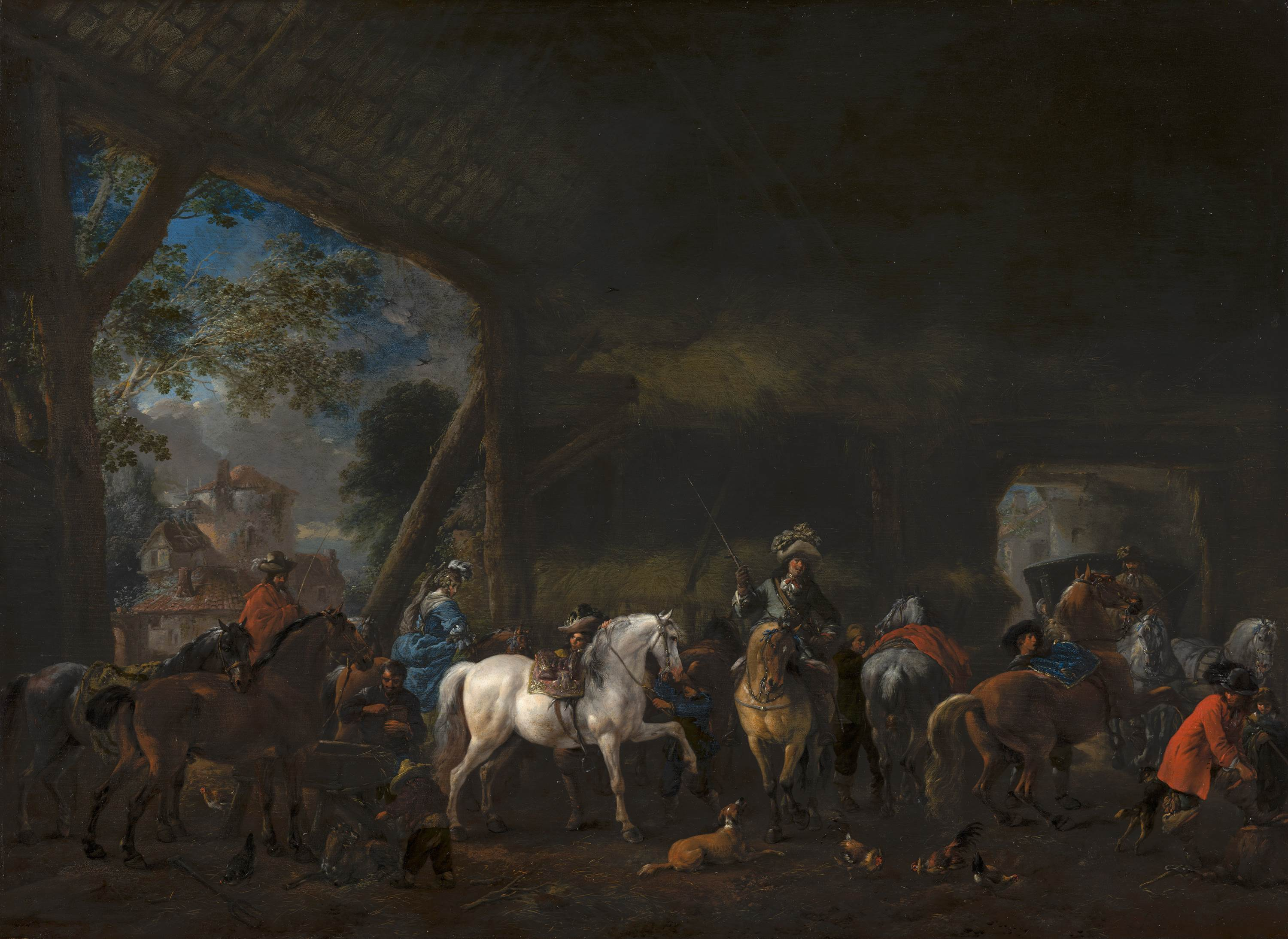
De aankomst in de stal
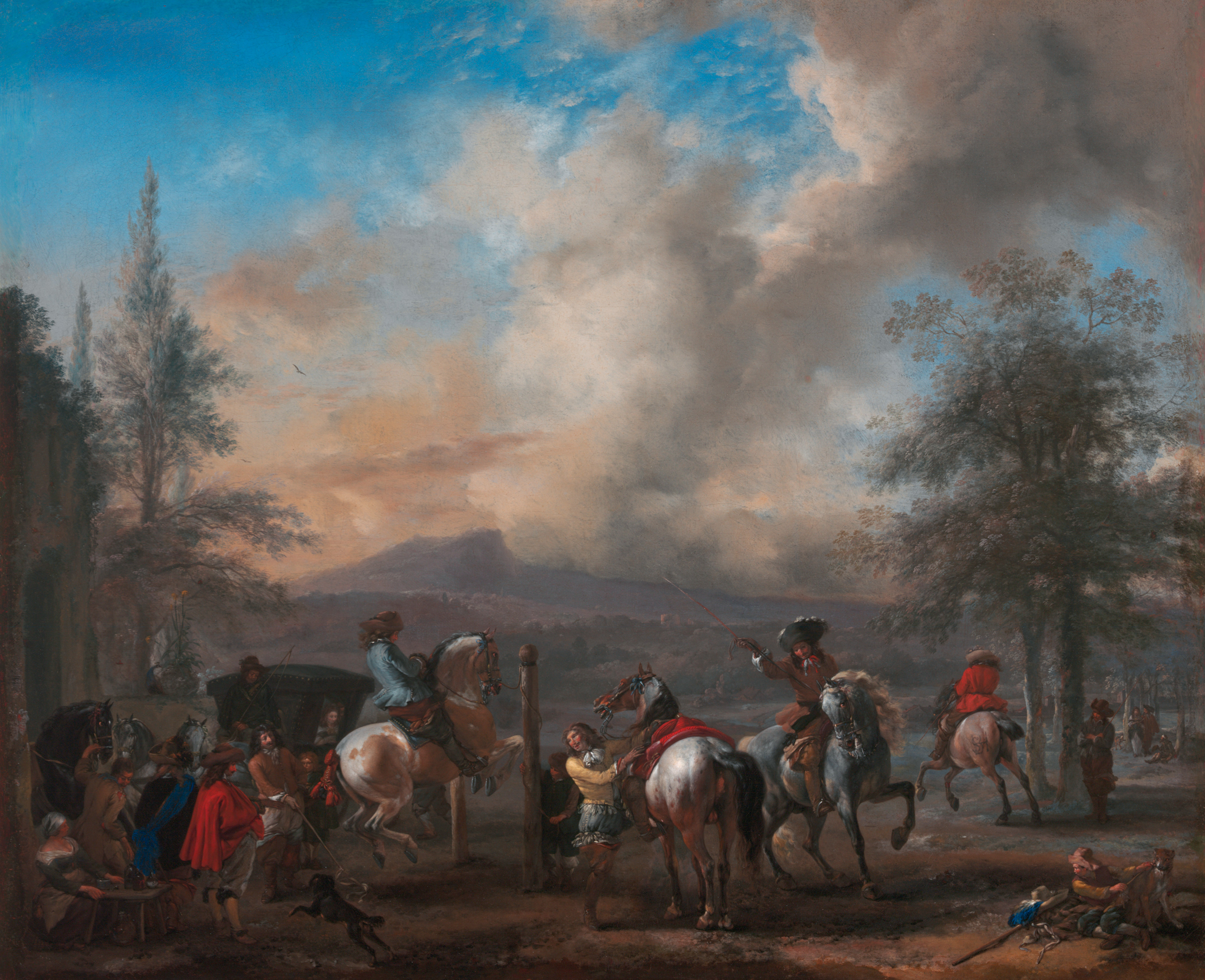
De rijschool
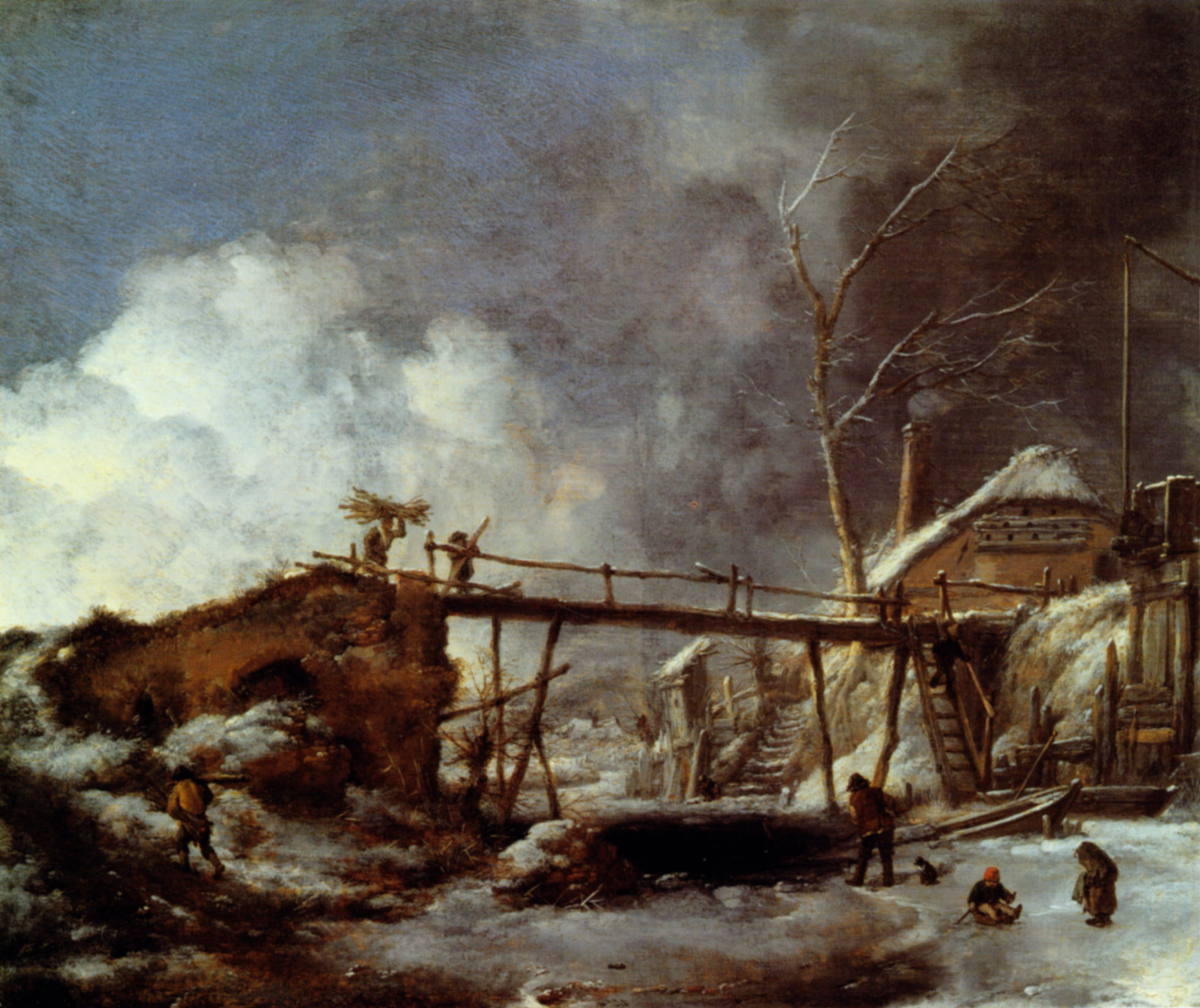
Winterlandschaft mit Holzsteg
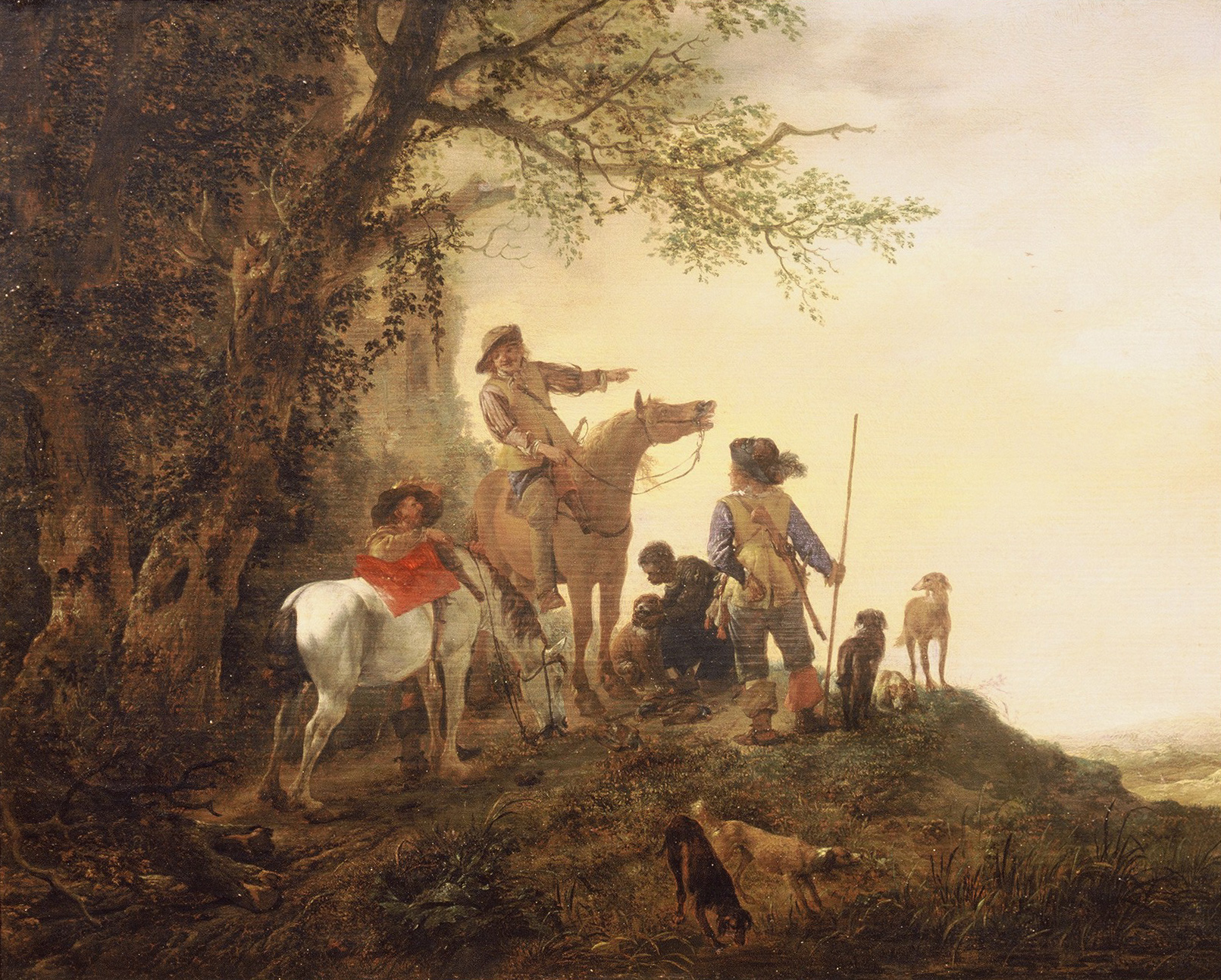
Rustende jagers
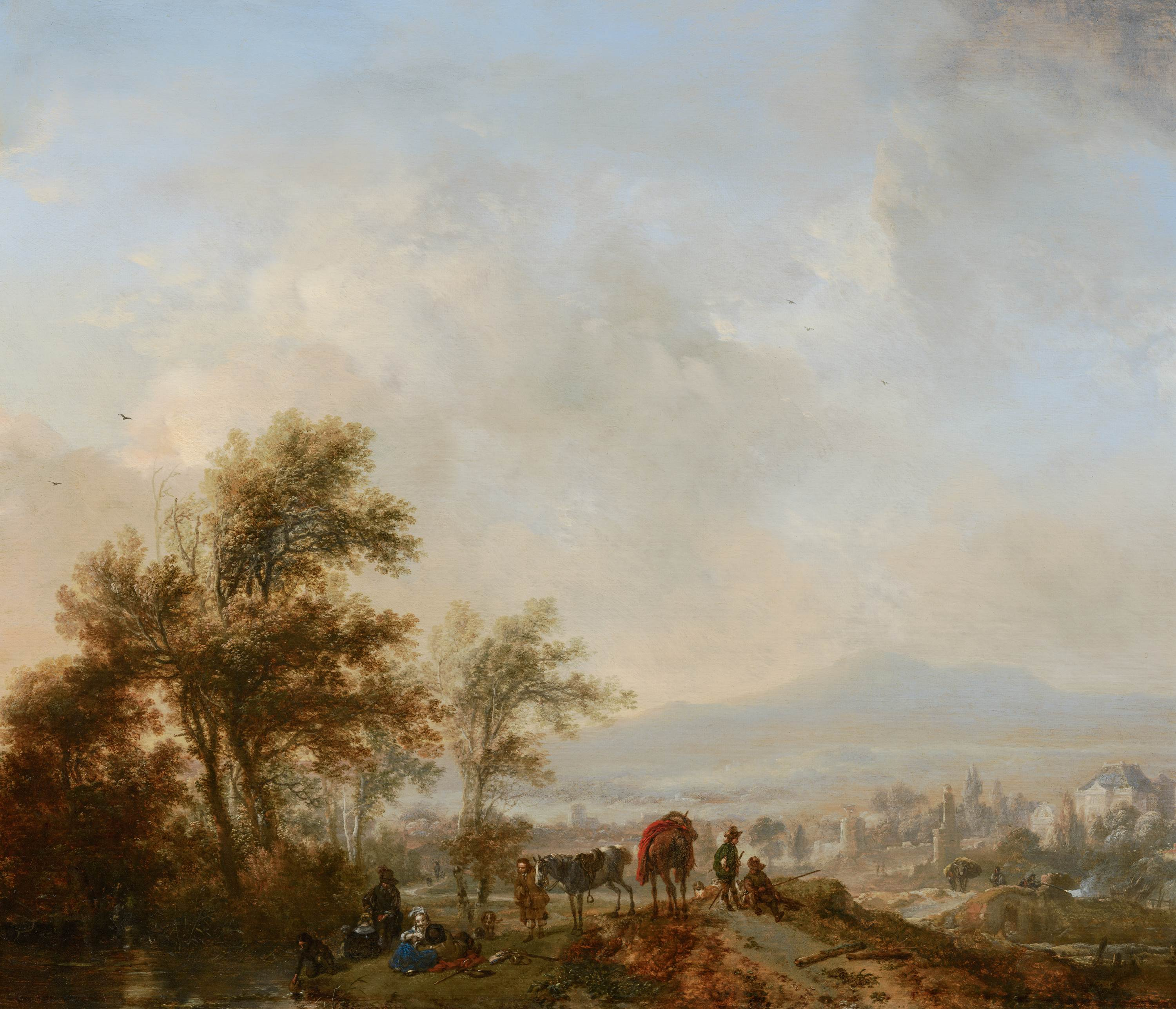
Rust tijdens de jacht
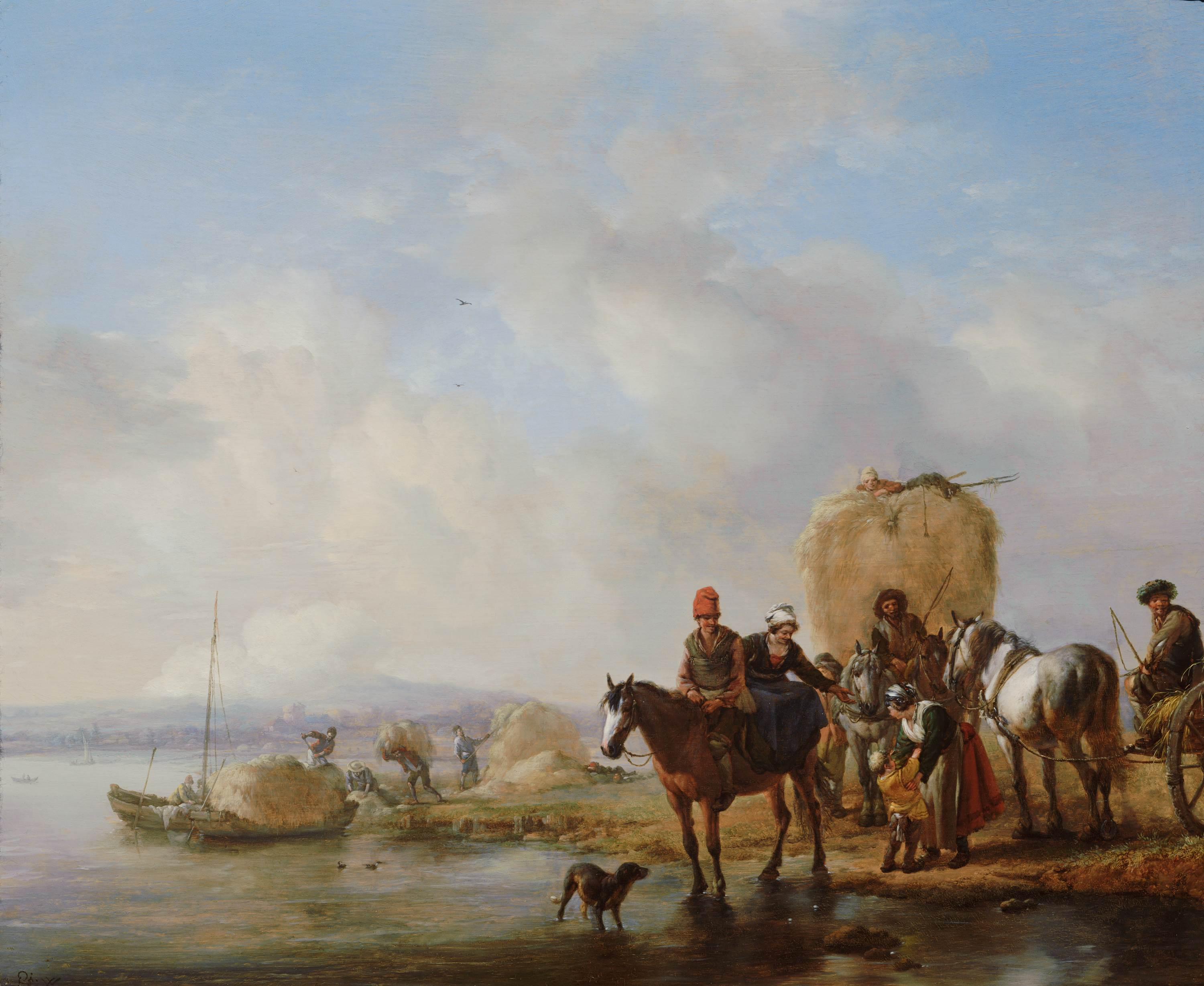
De hooiwagen
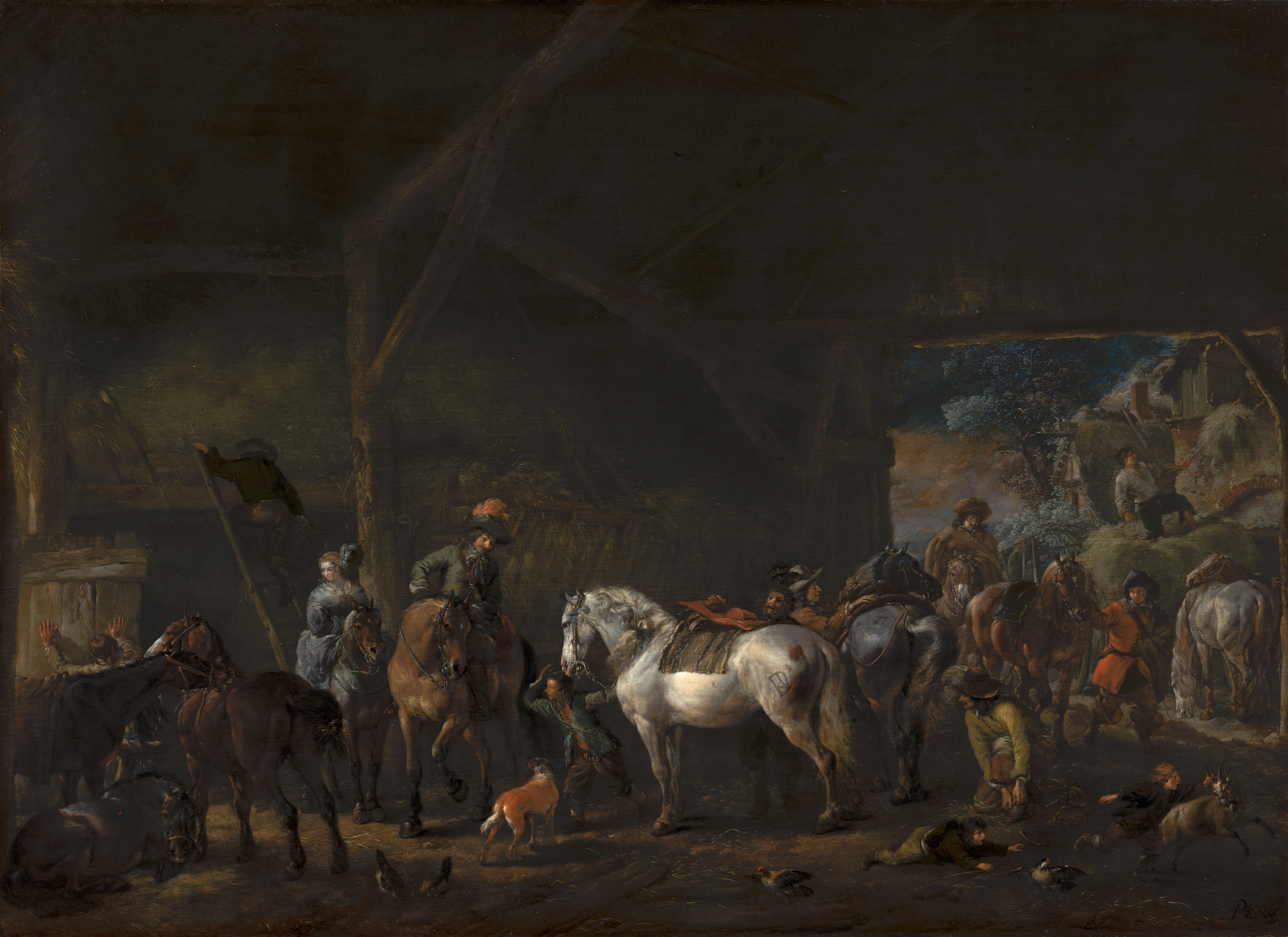
Het vertrek uit de stal
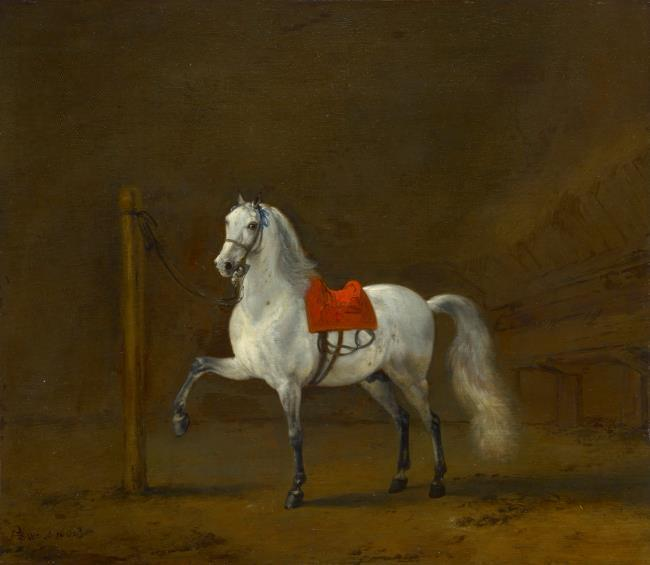
Schimmel in een stal